# بيني فيراس
بيني فيراس (18 أغسطس 1935 - 6 نوفمبر 2015) سياسي ورجل أعمال برازيلي. شغل منصب حاكم سيارا من 5 أبريل 2002 إلى 1 يناير 2003 بعد استقالة سلفه الحاكم تاسو جريصاتي. كان قد عمل سابقًا كعضو في مجلس الشيوخ الفيدرالي من سيارا من 1991 إلى 1999، وكذلك وزير التخطيط والميزانية والإدارة الوطني من 1994 إلى 1995 أثناء إدارة الرئيس إيتامار فرانكو. كان فيراس أيضًا مؤسس فرع ولاية سيارا للحزب السياسي الحزب الديمقراطي الاجتماعي البرازيلي وساهم في تطوير مركز سيارا الصناعي في فورتاليزا عاصمة الولاية.
ولد فيراس في كرياتوس سيارا عام 1935. التحق بالمدرسة في ليسيو دو سيارا. كان فيراس متزوجًا من فاندا دي سوزا ألكانتارا، وأنجب منها أربعة أطفال.
توفي بني فيراس في فورتاليزا في 6 نوفمبر 2015 عن عمر يناهز 80 عامًا. أعلنت حكومة ولاية سيارا الحداد ثلاثة أيام بعد وفاة فيراس.